# 數字作為姓名
以數字作為姓名，在各文化中出現的頻率不同。這類名字可能源自家中排行或出生月份，也可能是其他特殊原因。在姓名中使用數字的方式有幾種不同的情況：可能出現在姓氏、名字、或後綴；該部份可能完全只有數字，或只有一部份是數字；可能是用該語言寫出數字，或使用阿拉伯數字。

## 漢字文化圈
漢族人名可以取任何漢字作為名字，也不乏使用數字的，例如馬英九、王一博、張三丰（本名全一）。姓氏的部份，幾乎所有數字也都同時是姓氏，包括一到九、零、百、千、萬，序數「第一」到「第八」。其中千姓也被朝鮮民族使用。另也有以大寫數字為姓者，例如參姓、伍姓、陸姓，但原義不一定是數字。
在中國古代，女性的本名常不為人知，而用家中排行序稱作大娘、二娘、三娘等。
在日本人名中，有些姓氏中包括數字，例如一色、二条、三浦。在名字的部份，日本人有時會把兒子依出生序取名為一郎、二郎、三郎。

## 西方文化
義大利從古羅馬時代的取名就會用家中排行或是出生月份把孩子叫作第一、第二、第三……（拉丁語：Prīmus, Secundus, Tertius...）。例如普里莫·萊維、Secondo Casadei、Sesto Prete。其中第五（拉丁文：Quintus）早在古羅馬時代就是常見的人名，例如昆圖斯·法比烏斯·馬克西穆斯，Quintus這個名字後來演變為義大利語姓式Quinto，例如演員柴克瑞·昆杜。
歐洲早期多數人使用單名沒有姓氏，許多君主和貴族也不使用姓氏，若發生兩人同名時，區隔方式之一是加上後綴一世、二世、三世等，通常用羅馬數字寫成。在多數人都有了姓氏之後，類似的用法偶爾仍會出現在英語人名中，兒子的姓名都和父親相同，只差在後綴，例如前菲律賓總統貝尼格諾·艾奎諾三世、美國歌手阿姆本名馬紹爾·布魯斯·馬瑟斯三世。

## 阿拉伯數字
阿拉伯數字較晚傳到世界各地，用作姓名是近代才有的罕見現象。許多地區的法律對名字有一定限制，不一定允許用阿拉伯數字作為名字。
在1976年，美國南達科達一位教師曾試圖把自己的名字改為「1069」，但是被法院拒絕。1984年，另一位原本名字有「三世」的美國人試圖把名字改成只留下羅馬數字「Ⅲ」，用英語念作 three（三），被加州法院拒絕。加拿大藝術家格萊姆斯和美國企業家伊隆·馬斯克將兒子取名為「X Æ A-12」，但因為加州法律只允許英文字母、撇號和連接號，後來登記為「X AE A-XII」。
1983年，英國人佩里·6把自己的姓氏更改為只有一個阿拉伯數字。他後來成為一名政治學家，在學術期刊中引用他的文章時，會寫成「6, P」。

## 藝名和暱稱
由於不是法律上登記的名字，而且有吸引人的需求，藝名中較容易出現阿拉伯數字。知名人物有50 Cent、6ix9ine、2pac等。

## 虛構角色
在虛構作品中，用數字取代名字往往表示對身份和人格的否定，例如在音樂劇《悲慘世界》中，賈維爾時常用囚犯編號24601來稱呼尚萬強。加拿大科幻影集《暗物質》中，主角們一開始由於失憶，不知道自己原本的名字，所以用數字區分彼此。